# Gavin MacLeod
Gavin MacLeod, nato Allan George See (Mount Kisco, 28 febbraio 1931 – Palm Desert, 29 maggio 2021), è stato un attore e predicatore statunitense, noto soprattutto per aver preso parte alla serie TV Love Boat nel ruolo del comandante Merrill Stubing.

## Biografia

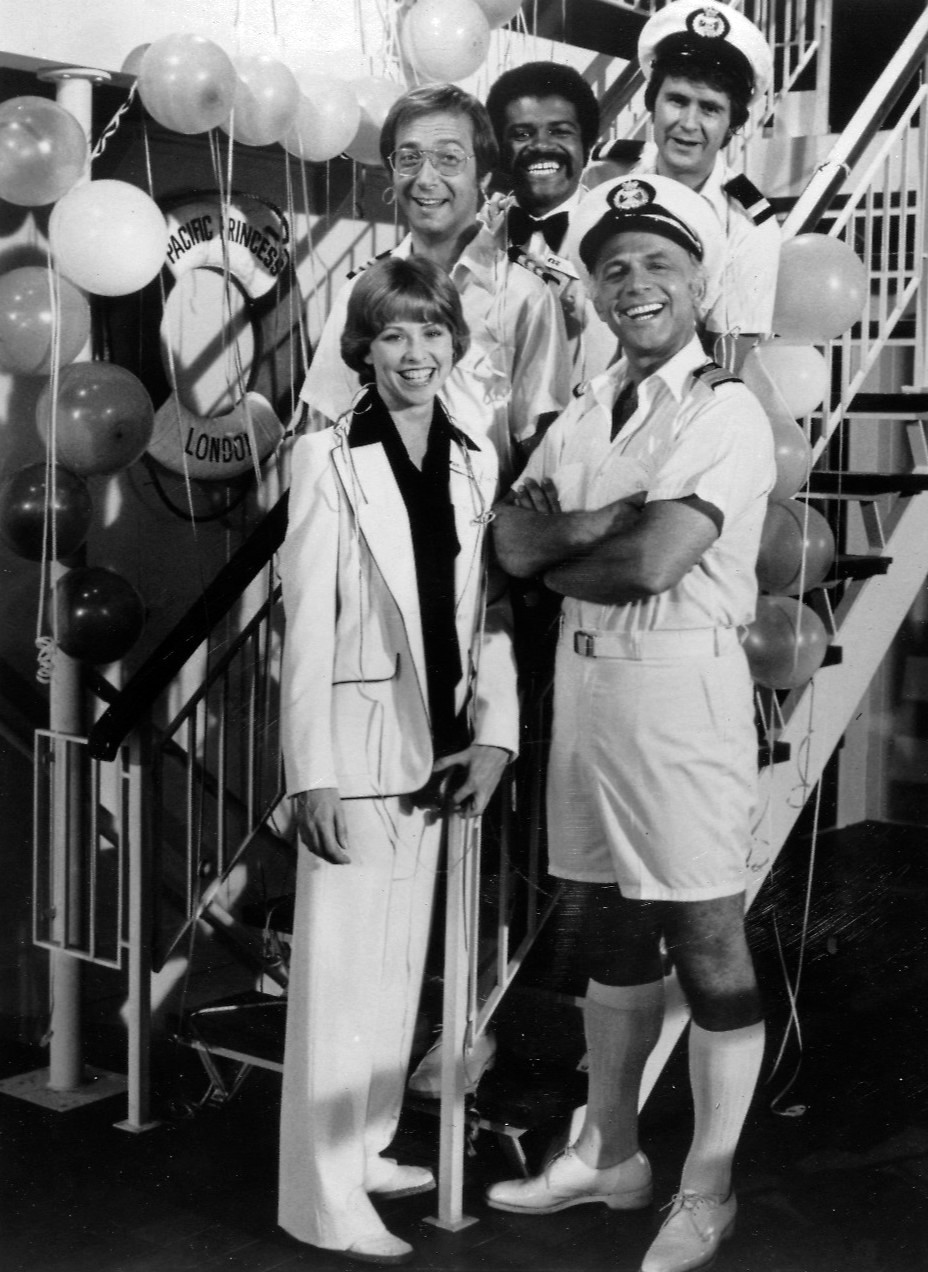
Gavin MacLeod, in primo piano a destra, con gli altri membri principali del cast di Love Boat

Nato nello stato di New York da padre in parte Chippewa, gestore di una stazione di servizio, si diplomò all'Ithaca College e, dopo il servizio militare, si trasferì nella città di New York per diventare attore, mantenendosi facendo la maschera al Radio City Music Hall. Nel 1956 debuttò a Broadway nel dramma Un cappello pieno di pioggia e fu in questo periodo che scelse il suo nome d'arte: Gavin era il nome di un personaggio televisivo, mentre MacLeod era il cognome della sua insegnante di recitazione.
Spostatosi a Los Angeles verso la fine degli anni cinquanta, iniziò a lavorare per il piccolo schermo e, nel frattempo, ottenne alcuni ruoli di secondo piano al cinema. Nel 1958 venne notato dal regista Blake Edwards, che lo fece apparire nella commedia Operazione sottoveste, nella quale MacLeod interpretò con grande comicità il ruolo del marinaio Ernest Hunkle, definito dal tenente Nick Holden (Tony Curtis) "il torace più sexy della Marina", per via del vistoso tatuaggio di una ballerina portato sul petto. Negli anni successivi verrà diretto da Edwards in altri due film, tra cui Hollywood Party (1968), uno dei capolavori del regista.
MacLeod apparve anche nel dramma Non voglio morire (1958) di Robert Wise, e nella commedia brillante In due è un'altra cosa (1964), con Bing Crosby. Nel periodo 1959-1962 prese parte a diversi episodi de Gli intoccabili. Tra il 1962 e il 1964 ebbe il suo primo ruolo televisivo ricorrente, quello del marinaio Joseph "Happy" Haines nel telefilm Un equipaggio tutto matto e, durante lo stesso decennio, prese parte a molte serie TV, tra cui La grande vallata e Perry Mason, e a pellicole cinematografiche come Caccia di guerra (1962) di Denis Sanders e Quelli della San Pablo (1966) di Robert Wise. Ma fu all'inizio degli anni settanta che raggiunse la grande notorietà televisiva grazie al personaggio di Murray Slaughter, il simpatico giornalista della serie Mary Tyler Moore Show, che interpretò dal 1970 al 1977 e grazie alla quale ottenne due candidature ai Golden Globe televisivi (1975 e 1977).
Divenne però noto soprattutto per aver interpretato il comandante Merrill Stubing nella serie Love Boat, in cui recitò dal 1977 al 1987, figurando in tutti i 249 episodi. Grazie all'interpretazione del sorridente e rassicurante capitano Stubing, che coccola i propri passeggeri durante le loro vacanze da sogno, MacLeod ottenne altre tre candidature ai Golden Globe in diverse categorie nel 1979, 1981 e 1982. Con il cast del telefilm vinse inoltre un TV Land Award. La popolarità di questo ruolo leggero costituì però un limite per le sue aspirazioni a parti drammatiche o più complesse, e portò l'attore a vivere una profonda crisi personale e professionale, dalla quale si risollevò grazie alla fede cristiano evangelica.
Con la seconda moglie Patti, MacLeod fu autore del libro Back on Course, uscito nel 1987. Successivamente apparve ancora in TV e al cinema, seppur sporadicamente. Nel terzo millennio si dedicò soprattutto all'attività di predicatore e alle campagne da testimonial in America delle navi da crociera.

## Filmografia parziale

### Cinema
- Non voglio morire (I Want to Live!), regia di Robert Wise (1958)
- Operazione sottoveste (Operation Petticoat), regia di Blake Edwards (1959)
- Frenesia del delitto (Compulsion), regia di Richard Fleischer (1959)
- 38º parallelo: missione compiuta (Pork Chop Hill), regia di Lewis Milestone (1959)
- In due è un'altra cosa (High Time), regia di Blake Edwards (1960)
- Caccia di guerra (War Hunt), regia di Denis Sanders (1962)
- Marinai, topless e guai (McHale's Navy), regia di Edward Montagne (1964)
- La spada di Alì Babà (The Sword of Ali Baba), regia di Virgil W. Vogel (1965)
- Quelli della San Pablo (The Sand Pebbles), regia di Robert Wise (1966)
- Quando l'alba si tinge di rosso (A Man Called Gannon), regia di James Goldstone (1968)
- Hollywood Party (The Party), regia di Blake Edwards (1968)
- 1000 aquile su Kreistag (The Thousand Plane Raid), regia di Boris Sagal (1969)
- I guerrieri (Kelly's Heroes), regia di Brian G. Hutton (1970)

### Televisione
- L'uomo ombra (The Thin Man) – serie TV, episodio 2x04 (1958)
- Peter Gunn – serie TV, episodi 1x01-3x10 (1958-1960)
- Men Into Space – serie TV, episodio 1x05 (1959)
- Man with a Camera – serie TV, episodio 2x07 (1959)
- Lock-Up – serie TV, episodio 1x12 (1959)
- Mr. Lucky – serie TV, episodi 1x03-1x25 (1959-1960)
- General Electric Theater – serie TV, episodio 8x24 (1960)
- Michael Shayne – serie TV episodio 1x23 (1961)
- The Investigators – serie TV, episodio 1x06 (1961)
- The Dick Powell Show – serie TV, episodio 1x05 (1961)
- Slattery's People – serie TV, episodio 1x09 (1964)
- Gli uomini della prateria (Rawhide) – serie TV, episodio 7x13 (1965)
- I giorni di Bryan (Run for Your Life) – serie TV, episodio 2x15 (1966)
- Ben Casey – serie TV, episodio 5x26 (1966)
- I sentieri del west (The Road West) – serie TV, episodio 1x26 (1967)
- Iron Horse – serie TV, episodio 2x11 (1967)
- La grande vallata (The Big Valley) – serie TV, episodio 4x03 (1968)
- Lancer – serie TV, episodio 2x04 (1969)
- Mary Tyler Moore – serie TV, 168 episodi (1970-1977)
- Charlie's Angels – serie TV, episodi 4x01-4x02 (1979)
- Love Boat (The Love Boat) – serie TV, 250 episodi (1977-1987)
- La signora in giallo (Murder, She Wrote) – serie TV, episodio 6x16 (1990)
- La legge di Burke (Burke's Law) – serie TV, 1 episodio (1994)
- Oz – serie TV, episodio 4x04 (2000)
- JAG - Avvocati in divisa (JAG) – serie TV, episodio 8x13 (2003)

## Doppiatori italiani
Nelle versioni in italiano delle opere in cui ha recitato, Gavin MacLeod è stato doppiato da:
- Sergio Tedesco in Operazione sottoveste, I guerrieri, La signora in giallo
- Gianfranco Bellini in In due è un'altra cosa
- Gianni Bonagura in Hollywood Party
- Cesare Barbetti in Charlie's Angels
- Ugo Bologna in Love Boat
- Silvio Spaccesi in Ci siamo anche noi
- Dante Biagioni in Zack e Cody sul ponte di comando
- Ambrogio Colombo in Love Boat (ridoppiaggio ep. 2x17)